# جورج فون راوخ (مؤرخ)
جورج فون راوخ (بالألمانية: Georg von Rauch)‏ (1904-1991) كان مؤرخا ألمانيا بلطيقيا وقد كان متخصصا في تاريخ روسيا ودول البلطيق.
وُلد راوخ  في بسكوف ابنا لكورنيليوس فون راوخ والذي كان ضابطا في الجيش الروسي. في عام 1911 انتقلت العائلة إلى سانجاستي في محافظة ليفونيا. تخرج رواخ من جامعة تارتو متحصلا على شهادة البكالوريوس في التاريخ في عام 1927، ليغادر إلى ألمانيا في عام 1939. انضم إلى هيئة تدريس جامعة ماربورغ، حيث قام بتدريس التاريخ الروسي في عام 1946 وأصبح أستاذا في عام 1953. وقال أنه في عام 1958 قبل عرضا من جامعة كيل، ليصبح رئيس المعهد في تاريخ شرق أوروبا. تُرجم تاريخه الريادي في تاريخ الاتحاد السوفيتي إلى لغات أخرى وأصبح كتابا قياسيا.
كان ابنه الفوضوي جورج فون راوخ، والذي قُتل على يد الشرطة في عام 1971.

## أعماله
- تاريخ روسيا البلشفية 1955.
- تاريخ روسيا السوفيتية (نيويورك 1957، 1958، 1962، 1964 ،1967، 1972).
- تاريخ دول البلطيق (ميونخ 1990)والذي تُرجم إلى: الدول البلطيقية: سنوات الاستقلال: إستونيا ولاتفيا وليتوانيا 1917-1940 (نيويورك 1995)

## روابط خارجية
- جورج فون راوخ على موقع مونزينجر (الألمانية)